# Debora van der Plas
Debora van der Plas, född i Dordrecht 1616, död 1680, var en svensk entreprenör, järnexportör och redare.
Hon var dotter till den nederländske konstnären Laurens van der Plas (död 1629), som år 1618 flyttade till Sverige, där han 1621 blev hovmålare. Hon gifte sig 1644 med Jan van Ruyff, en framstående medlem av den holländska kolonin i Stockholm, som ägare av Axbergshammars bruk i Närke och handelsidkare. 
Efter makens död 1658 övertog hon kontrollen över handelsbolaget och blev en av Sveriges främsta exportörer av järn och koppar och skeppare. Bland hennes internationella affärspartners fanns Marescoe-Joyes i London, som drevs av Leonora Marescoe, och andra företag i England och Nederländerna. 
År 1672 överlät hon av hälsoskäl styrelsen på sin svärson Henrik Cletcher.